# The Pilgrim's Progress (opera)
|  | Om bogen fra 1678 af John Bunyan : The Pilgrim's Progress |
The Pilgrim's Progress er en opera af Ralph Vaughan Williams til en libretto af komponisten selv efter John Bunyan. Operaen havde premiere i London den 26. april 1951.